# متلازمة يوليسيس
متلازمة يوليسيس أو متلازمة المهاجرين المترافقة مع الإجهاد المُزمن والمتعدد(بالإنجليزية: Ulysses Syndrome)‏ هي مجموعة لا نموذجية من الأعراض كالاكتئاب، والقلق، والفِصام، والأعراض الجسدية التي تنتج عن التعرّض الشديد للضغط النفسي لعملية الهجرة الحديثة. لوحظت هذه المتلازمة كَرَدّ فعل طبيعيّ لمستويات الضغط النفسي المؤذية بدلاً من الاضطراب العقلي لدى المهاجرين الذين يتمتعون بصحة عقلية طبيعية.

## العلامات والأعراض
متلازمة يوليسيس تأتي بكِلا الأعراض الجسدية والنفسية التي تتضمن الشقيقة، الأرق، القلق المتكرر، التوتر، حدة الطبع، سرعة الانفعال، التَّوَهَان، الخوف، الإعياء، الحزن، آلام مَعِدِيّة، آلام عظام، تدنّي تقدير الذات، زيادة استهلاك التبغ والكحول، وانخفاض الإنتاجية. فقدان الدعم الاجتماعي أو الحصول على الرعاية الطبية قد يفاقم هذه الأعراض. في بعض الأحيان يُشَخَّص المرضى المصابين بمتلازمة يوليسيس بحالة طبيّة أخرى عن طريق الخطأ مما قد يَعُوق الشفاء.

## الأسباب

لاجئوون سوريون وعراقيون يصلون إلى ليسفوس، اليونان(2015)

حدثت الهجرة في القرن الحادي والعشرين في سياق غير مسبوق من التقلبات والنزاع والمعاناة. يوجد في العالم حالياً أفراد مهجرون قسراً أكثر من أي وقت على مرّ التاريخ، من ضمنهم 22.5 مليون لاجئ، 40.3 مليون شخص مهجر داخلياً و2.8 مليون طالب لجوء في 2016. للهجرة القسرية آثار بالغة على الأفراد والأسر؛ حيث تتغير حياتهم فجأةً وبشكل كبير. تشمل معاناة المهاجرين المعاصرين فصل العائلات وتحلل المجتمعات بسبب النزاعات، والكوارث، والتعرض للاستغلال، والعنف. يمكث المهاجرون مدةَ النزوح ما يُقدَّر ب 4 سنوات مغتربين عن وطنهم.
كثيراً ما يواجه المهاجرون أنواع متعددة من الضغوطات الشديدة التي لا نظير لها كموت أحد الأحبّة، أو قلّة الوظائف والدعم الاجتماعي، أو صعوبات أثناء عملية الهجرة وفقدان الاعتبار والهُوية. نظراً لأن العديد من المهاجرين لا يتمكنون من الوصول إلى الدّعم الصحي في البلد المستقبل فإنهم غالباً ما يكونون غير قادرين على تلقي رعاية مناسبة ويعيشون تجربة الصدمة العقلية مرة أخرى. قد يؤدي هذا التأثير التراكمي إلى خلق مستويات ضغط شديدة جداً لدرجة تفوق سعة تكيف الأفراد وتقود إلى فشل عملية الاندماج الثقافي. ويؤدي هذا إلى تفاقم الأعراض الأخرى بما في ذلك الاكتئاب، والقلق، والصداع، والألم.
يمكن بصورة عامة تمييز الضغوط الشديدة التي تعرض الأفراد لخطر الإصابة بمتلازمة يوليسيس والتي تسمى (ضغوطات يوليسيس) إلى أربع فئات:
• الشعور القسريّ بالوحدة:
-الانفصال عن العائلة والوطن خاصة إذا خَلَّف المهاجر ورائه زوجه وأطفاله.
-العزلة الاجتماعيّة والثقافيّة بسبب نقص الكفاءة اللغويّة أو المؤسسات الثقافيّة والدينيّة المألوفة.
-التميّيز العنصريّ والتعصّب في الدول المستقبلة.
• فشل أهداف الهجرة:
-الإحساس بفشل الأسباب الأصلية للهجرة.
-الإلحاح لكسب ما يكفي من المال لإعالة العائلة في الوطن الأم.
-قلّة فرص الحصول على الوثائق القانونيّة المناسبة والحصول على تصاريح عمل وتأمين وظائف ذات جودة وغير استغلالية.
-صعوبة الحصول على مأوى وخدمات صحيّة.
• أخطار الرحلة:
- طوّافات وقوارب مزدحمة وبدون سترات نجاة.
- الخوف من الاعتقال والتّرحيل.
- الاعتداءات الجسدية والجنسية.
• الصراع من أجل البقاء:
صعوبة تأمين الضروريات الأساسية مثل الطعام والشراب والمأوى.
عادة ما يتأثر البالغون الذّين هم في منتصف أعمارهم وكبار السنّ على وجه الخصوص أكثر ممن هم أصغر سناً لأنهم يعانون أكثر في الحالة والحراك الاجتماعييّن؛ لقلة اللقاءات مع أفراد من المجتمع الجديد خلال المدرسة أو العمل، ولقلة احتمال تعرضهم لمظاهر الثقافة السائدة في البلد المستقبل. علاوة على ذلك عادة ما يواجه المهاجرون المُسِنُّونَ صعوبة أكبر في تعلم لغة البلد المستقبل ما قد يضعف بشكل كبير قدرتهم على فهم الثقافة الجديدة والتفاعل معها.

## التشخيص
متلازمة يوليسيس ليست اضطراباً عقليا، لكنها بالأحرى استجابة طبيعيّة للضغط النفسي من فرد سليم لحالة شديدة تطغى على الآليات النفسية الطبيعية للتأقلم. بحكم التعريف؛ لا يمكن تشخيص هذه المتلازمة بوجود اضطراب عقليّ آخر. كما ليس في DSM-5 معايير تصنيف لهذه المتلازمة.
على الرغم من أن متلازمة يوليسيس غالباً ما تُشَخّص بشكل خاطئ على أنها تفاعل حاد للكرب أو الاكتئاب أو اضطراب الإحكام(التكيف) أو اضطرابات عقليّة أخرى إلا إنها تختلف عن هذه الأمراض في نواح مهمة:
•التفاعل الحاد للكرب: تحدث متلازمة يوليسيس بالتعرض المزمن للإجهاد المؤذي، في حين أن أعراض التفاعل الحاد للكرب بحكم التعريف لا تزيد على شهر واحد.
•الاكتئاب: مزاج الاكتئاب شائع أيضاً، ليس في متلازمة يوليسيس الأعراض الرئيسية الهامّة الموجودة في الاكتئاب مثل: جمود الحسّ، أو التفكير بالانتحار. على عكس المصابين بالاكتئاب؛ فإن المهاجرين لا ينفكّ لديهم الدافع للمضي قدماً والكفاح من أجل لم شملهم مع عائلاتهم، والحصول على حياة أفضل، وعلى الرَّغم من الصعوبات الجارية؛ فلا يفقدون اهتماماتهم، بل يحاولون الحفاظ على نشاطاتهم الاجتماعية والمهنية.
•اضطراب الإحكام(التكيف): أحد المعايير التشخيصية المركزية لاضطراب الإحكام هو عدم تناسب الضيق النفسي مع حدة أو شدة الإجهاد أو الضغوطات. من ناحية أخرى فإن متلازمة يوليسيس هي استجابة ملائمة تظهر على شكل: القلق، والأرق، والحزن، وغيره، بسبب استحكام الضغوط الشديد. والجدير بالذكر أن تردّي الأداء الاجتماعيّ والمِهَنيّ الذي غالباً يُصاحب اضطراب الإحكام لا يحدث في متلازمة يوليسيس.
•اضطراب ما بعد الصدمة(PTSD): يتحقق كل من اضطراب ما بعد للصدمة، ومتلازمة يوليسيس استجابةً للخوف. ومع ذلك فإن الأفكار، والمشاعر المُقلقة حول الأحداث الصادمة، وكذلك القلق، وتجنب الإشارات المتعلقة بالصدمة، لا تحدث في متلازمة يوليسيس، ولكنها تحدث في اضطراب ما بعد الصدمة. في حين أن الضغوطات مثل: العزلة الاجتماعية، وقلة الفرص، والتمييز، والتعصب شائعة أكثر في متلازمة يوليسيس وليس في اضطراب الكرب التالي للصدمة.
تبقى متلازمة يوليسيس على الرغم من اختلافها سريرياً مع اضطراب الصحة العقليّة بين طيفين الأول طبيعي والآخر مَرَضيّ. ويمكن فهمها على أنها الحد الأقصى من الأداء العقليّ الطبيعيّ الذي لا يزال من الممكن أن يعتبر غير مَرَضيّ. ومع ذلك فإن الفردَ المصاب بمتلازمة يوليسيس أكثر خطراً للإصابة بالمرض، وفي الواقع في مرحلة معيّنة فإن الضغوطات يمكن أن تصبح شديدة للغايّة؛ بحيث يمكن أن تتطور إلى اضطراب عقليّ سريريّ حقيقيّ مثل: الاكتئاب، أو اضطراب ما بعد الصدمة.

## العلاج
- ولأن متلازمة يوليسيس هي استجابة للقلق والتوتر أكثر من كونها اضطراباً عقلياً؛ فإن الاستجابة الطبيعية للفرد هي عودته الى حالته الطبيعيّة الصحيّة فور تخلصه من الضغوطات. الدكتور أكوتيغوي (Dr.Achoregui) الذي وَصَف لأول مرة متلازمة يوليسيس، شَبَّهَ المتلازمة بقضيب خيزُران ينحني في مهب ريح. فيتمايل ويميد عوض أن ينكسر. أولئك الذين يتعرضون لضغوطات يوليسيس يكونون في مثل انعدام الاستقرار العقليّ، فيكونون أكثر عرضةً للاضطرابات العقليّة، ولكن لمَّا يبدو بعد. وعندما تهدأ الريح يعود قضيبُ الخيزران الى حالته الطبيعية؛ تماماً كما يعود أولئك الذين تعرضوا للضغوطات الى ذواتهم الطبيعيّة عند زوال الضغوطات.
-التدابير الوقائيّة التي قد تساعد في الحد من متلازمة يوليسيس بشكل عام تدور حول بناء مُرُونة عقليّة، مثل: التَّسليّ عن فقدان الأحبة، اغتنام التغيّرات في الهوية كفرصة للنمو، التحدث مع الذين خضعوا لتجارب مشابهة، إعادة تقييم التّطلعات لتكون أكثر واقعيّة، وتعلم العيش في الحاضر بدلاً المُكوث في خواطر التوق إلى الماضي.
-أحد العلاجات المقترحة يكمن في تعزيز مقدرة عمال الصحة المجتمعية (CHWs) على التواصل مع السكان الذين يصعب التواصل معهم مثل: المهجرين المشردين. عمال الصحة المجتمعية يفهمون بشكل أفضل الثقافة والتقاليد المحليّة، ويكونون -مع التدريب المناسب- قادرين على إشراك الأفراد المتضررين بشكل أكثر فاعلية. على سبيل المثال: غالباً ما يكون بإمكان عمّال الصّحة المجتمعيّة الدّفاع بشكل أفضل عن حقوق المهاجرين، وربط السكان المهاجرين بالموارد الضروريّة كيما تسهل اندماجهم في المجتمع، وكل ذلك يساعد في تقليل الضغوطات الشديدة التي تؤدي الى متلازمة أوليسيس.

## التاريخ
صاغ الدكتور جوزيبا أشوتيغي من جامعة برشلونة مصطلح "متلازمة يوليسيس" في عام 2002. سُميت على اسم البطل اليوناني القديم أوديسيوس (يوليسيس بالاتينية) الذي عانى من الهجرة قسراً وسافر عشر سنوات راكبا البحر الأبيض المتوسط للعودة إلى الوطن من حرب طروادة التي استمرت عقداً من الزمن. تُقارَن المتاعب التي لاقاها في رحلته بصعوبات المهاجرين المعاصرين، الذين يجب أن يناضلوا في ظروف شديدة الجهد ومستجدة في عزلة دونما أدنى مساعدة. وشح مواردهم يجعل من المستحيل التأقلم والتكيف مع البيئة غير المألوفة في البلد المستقبل، ما قد يجعلهم غَرَضَاً لكثير من أنواع الأذى.
ذكرت بعض المصادر الكندي ميرسر رانج (Canadian Mercer Rang) كمنشئ للمصطلح. إلا إن رانج وصف حالة مختلفة في عام 1972؛ تتسم بمرض أو آثار جانبية لتحقيقات تشخيصية مكثفة بسبب نتيجة إيجابية خاطئة للفحص المخبري. وهكذا يُشَبَّه المريض بأوديوسيس وقد أَجَدَّ في رحلة تجلب معاناة أكثر مما كانت في البداية.

## الاستعمال البديل لمتلازمة يوليسيس
جرى استعمال مصطلح (متلازمة يوليسيس) بديلةً للإشارة إلى مضاعفات المرض النفسيّة والجسديّة الناتجة عن التشخيص الخاطئ جرّاء نتيجة إيجابية خاطئة. على سبيل المثال: إحالة مريض يعاني من ألم صدر ليس بِذِي خطر لمزيد من الإجراءات القلبية من قِبل طبيب مُبالغ بالحذر. قد تعطي هذه الاختبارات أيضاً نتيجة إيجابيّة بسبب الحساسية العالية، والتي تُخضِع المريض لمزيد من الاختبارات التي تثبت في النهاية أنها اختبارات غير ضرورية ضحايا هذه الحالة يعانون الضيق النَّفسِي لأنهم شُخِّصوا بمرض ليس عندهم؛ وإنما من جَرَّاء تشخيصٍ خاطئ كما لو أنهم عاشوا صدمة جسدية في فحصٍ باضع.
حالياً لا يوجد إجماع جازم على استخدام مصطلح (متلازمة يوليسيس). ومع ذلك، فإن متلازمة يوليسيس كما تُستخدَم لوصف آثار الإجهاد الشديد المزمن عند المهاجرين، فإنها تتماشى بشكل أكبر مع تعريف المتلازمة في المجال الطبيّ، والتي هي مجموعة من العلامات والأعراض التي تشكل مرضًا. علاوة على ذلك؛ ونظراً لان المهاجرين الذين يعانون من ضغط نفسيّ مزمن وخوف يُشخّصون بشكل غير صحيح تكراراً بالاكتئاب أو القلق، فإن هذا يُلخِص التعريف البديل لهذه الحالة.